# 牧原純
牧原 純（まきはら じゅん、1926年8月15日 - 2015年3月26日）は、演劇評論家、チェーホフ研究家、翻訳家。
東京生まれ。本名、島地 純（しまじ じゅん）。東京外国語大学ロシア語学科卒。文化放送でラジオ・ドラマ演出など、放送関連の仕事をし、同局の編成局長や営業局長などを務める。その後チェーホフ関係の翻訳を行う。
2015年3月26日、呼吸不全のため死去。88歳没。

## 著書
- チェーホフ巡礼 晩成書房 2003.12
- 越境する作家 チェーホフ <孤独>と<自由>を求めた生涯 東洋書店 2004.5 (旅・ダイナミズム・越境)
- 北ホテル48号室 チェーホフと女性たち　未知谷 2006.3
- 二人のオリガ・クニッペル　チェーホフと「嵐」の時代　未知谷 2013.9

## 翻訳
- チェーホフ研究 ヴェ・エルミーロフ 久保田淳共訳 未来社 1953
- スタニスラフスキー・システムにおける舞台的形象 プロコフィエフ 未来社 1953 (てすぴす叢書)
- ゴーゴリのドラマトゥルギー ステパーノ 未来社 1954 (てすびす叢書)
- 演出者と俳優 スタニスラフスキイ 未来社 1955 (てすぴす叢書)
- チェーホフのドラマトゥルギー エルミーロフ 未来社 1956
- チェーホフの四大戯曲 その思想とドラマトウルギー エルミーロフ 未来社 1960
- 兄・チェーホフの想い出 マリヤ・チェーホフ 未来社 1968
  - 兄チェーホフ 遠い過去から 筑摩書房 1992（筑摩叢書）
- 演出家の仕事（1） ゲオルギー・トフストノーゴフ 理論社 1969。（2）は中本信幸訳
- マルシャークのこどもの芝居の本 サムイル・Y・マルシャーク 理論社 1980.9
- チェーホフ・クニッペル往復書簡 中本信幸共編訳 麦秋社 全3巻 1984-1988
- ブラジル戯曲選 未来社 1996.2
- 結婚、結婚、結婚! 1幕戯曲選 チェーホフ 福田善之共訳 群像社「ロシア名作ライブラリー」 2006.12

## 参考
- http://bookweb.kinokuniya.co.jp/htm/4896421515.html